# 滋賀短期大学附属高等学校
滋賀短期大学附属高等学校（しがたんきだいがくふぞくこうとうがっこう）は、滋賀県大津市朝日が丘一丁目にある私立高等学校。

## 概要
- 滋賀県内唯一の女子校であったが、2008年度より男女共学となった。
- 建学の精神は『心技一如』。
- 教育目標は「自ら考え行動し、誠実で思いやりのある生徒の育成」をめざしている。
- 女子バスケットボールや女子バドミントンの強豪校である。

## 設置学科
- 普通科　Ⅱ類
- 普通科　Ⅰ類（3年時、4年制大学、看護大学進学クラス「一般入試クラス」）
- 生活デザイン科

## 沿革
- 1918年（大正7年）4月3日 - 松村裁縫速進教授所が創立。
- 1928年（昭和3年）4月1日 - 大津裁縫女学校に組織変更。
- 1931年（昭和6年）3月31日 - 大津高等裁縫女学校に改称。
- 1944年（昭和19年） - 滋賀高等女子実業学校 に改称。
- 1948年（昭和23年） - 大津家庭高等学校 に改称。
- 1961年（昭和36年）4月1日 - 滋賀女子高等学校に改称。家政科を設置。
- 1970年（昭和45年）4月1日 - 普通科を設置。
- 2008年（平成20年）4月1日 - 男女共学化とともに滋賀短期大学附属高等学校に改称。
- 2010年（平成22年）4月1日 - 人間総合科を設置。
- 2018年（平成30年）4月1日  ‐ 人間総合科を生活デザイン科と改称
- 2018年（平成30年）5月10日‐学園創立100周年を迎えた

## 部活動
太字は強化指定部

### 運動部
- 男子硬式野球 - 第97回選抜高校野球大会 に出場
- 女子硬式野球
- 男子サッカー
- 女子サッカー
- 卓球
- 陸上競技
- バレーボール（女子） - 高校総体 2回出場
- 男子バレーボール部
- 男子バドミントン
- 女子バドミントン
- 剣道
- 男子バスケットボール
- 女子バスケットボール - 高校総体 17回出場、ウインターカップ 18回出場
- ソフトボール（女子）
- ソフトテニス

### 文化部
- 吹奏楽
- 家庭
- 軽音楽
- 茶道
- 華道
- 書道
- イラスト
- ECC
- ダンス同好会
- e-sports研究会）

## 著名な出身者
- 青山友香 - アイシン・エィ・ダブリュ ウィングス所属のバスケットボール選手。
- 岡田良菜 - スノーボード選手で、バンクーバーおよびソチオリンピックの女子ハーフパイプ日本代表。
- 吉本ひかる - 女子プロゴルファー

## アクセス
- 西日本旅客鉄道（JR西日本）琵琶湖線（東海道本線）大津駅から徒歩10～15分
- 名神高速道路大津ICから800m。なお、大津ICに隣接する大津SA上り側からは、校舎を眼下に望むことができる。